# Apparitions mariales de Campinas
Les apparitions mariales de Campinas désignent les apparitions de la Vierge Marie reçues par sœur Amalia de Jésus Flagellé (née Amália Aguirre) dans la chapelle du couvent de la Congrégation des Sœurs Missionnaires de Jésus Crucifié, située dans la ville de Campinas, dans l'État de São Paulo, au Brésil.
Ces visions de la religieuse s'inscrivent dans une expérience mystique plus large, notamment des visions du propre Jésus-Christ, et des révélations privées. Si la dévotion à Notre-Dame des Larmes, ainsi que des prières spécifiques ont été autorisées par l'évêque de Campinas (et de quelques autres), les apparitions mariales en elles-mêmes n'ont pas fait l'objet d'une enquête canonique ou d'une reconnaissance spécifique. Toutefois, son culte continue d'être largement encouragé par l'Église catholique.
La dévotion mariale issue de ces apparitions s'est étendue à travers le monde.

## Historique

### Le contexte

#### La voyante

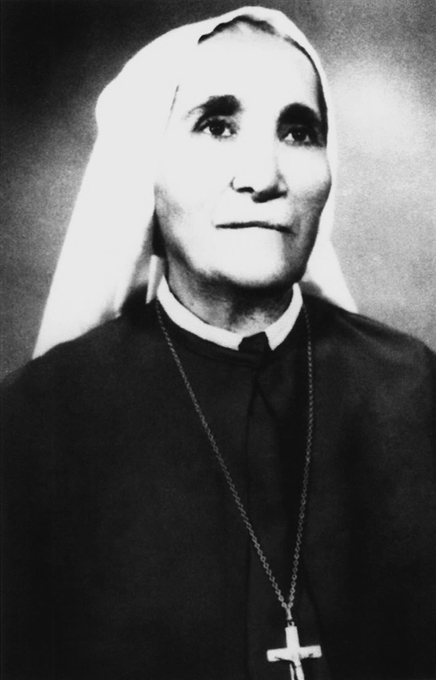
Sœur Amalia de Jésus Flagellé, la voyante de Notre-Dame des Larmes.

De son nom de baptême Amalia Aguirre, la future religieuse missionnaire est née à Riós, près de la frontière entre l'Espagne et le Portugal, dans la communauté autonome de Galice, le 22 juillet 1901. Elle appartenait à une vieille famille, de longue tradition chrétienne, et ses parents étaient admirés pour la sainteté des coutumes, la piété fervente et leur inépuisable charité envers les autres. Cependant, les circonstances économiques et les desseins de Dieu contraignent la famille à quitter l'Espagne et à émigrer au Brésil, dont la langue – le portugais – leur était familière et leur a permis de s'installer et de travailler sans difficultés. À leur arrivée, ils s'installent dans l'État de Bahia, mais peu de temps après, ils déménagent à Campinas, dans l'État de São Paulo.
Au départ, la jeune Amalia n'est pas allée au Brésil avec ses parents et restait a s'occuper de sa grand-mère, qui était déjà très âgée et malade, et qui avait besoin de compagnie. Ce n'est qu'après la mort de sa grand-mère qu'Amalia traversa l'océan Atlantique et arrive à Campinas le 16 juin 1919.

#### Premières expériences mystiques
Amalia Aguirre entra dans la Congrégation des Sœurs Missionnaires de Jésus Crucifiéé, fondée par fondé par Mgr Francisco de Campos Barreto, évêque de Campinas, et Mère Maria Villac, sous le nom de Sœur Amalia de Jésus Flagellé. Elle a fait partie du premier groupe de religieuses entrées dans la Congrégation lors de sa fondation. Portant les stigmates du Christ, Amalia prend l'habit religieux le 8 décembre 1927 et prononça ses vœux perpétuels le 8 décembre 1931.
Le 8 novembre 1929, sœur Amalia dit voir le Christ tandis qu'elle prie devant le tabernacle de la chapelle du couvent.

### Les apparitions à Campinas
La voyante déclare que le 8 mars 1930, elle aurait vu la Vierge Marie dans la chapelle du couvent. Elle raconte : « je me suis soudain sentie emportée vers le haut. Et je vis une Dame d'une indicible beauté s'approcher de moi. Elle était vêtue d'une robe violette, d'un manteau bleu, et d'un voile blanc dont un pan enveloppait sa poitrine ». L'apparition lui aurait montré un « chapelet » fait de ses larmes, destiné à convertir les pécheurs.
Au cours de cette vision, la voyante aurait entendu ces paroles de la Sainte Vierge : « C'est le chapelet de mes larmes que mon Fils veut confier à l'Institut cher à son Cœur comme une part de son testament. Les invocations t'ont déjà été données par mon Fils : par elles, mon Fils veut que je sois honorée, et toutes les grâces que l'on demandera au nom de mes larmes, Il les accordera volontiers. Ce chapelet servira à la conversion de nombreux pécheurs, notamment ceux qui sont possédés par le démon. Il est réservé à l'Institut de Jésus Crucifié, l'honneur de particulier de coopérer à la conversion de nombreux adeptes d'une secte infâme, qui se mueront en autant d'arbres florissant dans l’Église militante. Par ce chapelet, le diable sera vaincu et la puissance de l'enfer brisée. Prépare-toi à ce grand combat ! »,.
Le 8 avril 1930, lors d'une nouvelle vision, la voyante se serait vu missionnée pour faire frapper une « nouvelle médaille miraculeuse » qui évoquerait les larmes de la Vierge, avec mission de « la répandre dans le monde entier ». Sur cette médaille, est écrit le texte : « O Vierge très Douloureuse, Tes Larmes ont renversé l'empire infernal! » ; au verso, la médaille porte l'image de Jésus lié (en référence au Christ lié durant sa Passion) avec les mots : « Par votre divine douceur, ô Jésus lié, sauvez le monde de l'erreur qui le menace ! ».
Sœur Amalia décède à Taubaté le 18 avril 1977.

## Suites et conséquences

### Marques de reconnaissances par l’Église catholique

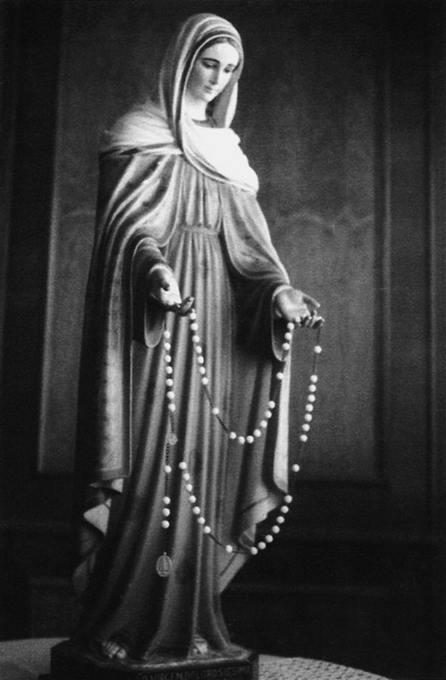
Statue originale de Notre-Dame des Larmes – Campinas.

Le 8 mars 1931, Mgr Francisco de Campos Barreto (pt), évêque de Campinas, accorde l'imprimatur pour la publication des écrits de la voyante. Le 20 février 1934, dans une déclaration épiscopale il autorise la dévotion à la Vierge Marie sous l'invocation de Notre-Dame des Larmes.
En 1935, la prière à la Vierge donnée par la voyante et intitulée « la Couronne (ou Rosaire) de Notre-Dame des Larmes » reçoit l'autorisation de diffusion dans d'autres diocèses (par d'autres évêques), aux États-Unis, en Hongrie, Allemagne, etc ...

### Position officielle de l’Église catholique
Bouflet et Boutry indiquent que cette « vision » de la religieuse s'apparente plus à une étape dans un cheminement mystique riche de la voyante (qui a eu d'autres visions avant celle-ci), qu'à une mariophanie en tant que telle. Pour ces auteurs, le terme « d'apparition » n'est pas adapté pour qualifier l'événement. René Laurentin n'y accorde, dans son dictionnaire, qu'un bref paragraphe, sans indiquer de procédure ou de marque de reconnaissance ecclésiale. Joachim Bouflet ne la cite même pas dans son grand « dictionnaire des apparitions » qui se veut pourtant (relativement) exhaustif.
L'Église catholique, tant par l'évêque du lieu (dépositaire de l'autorité sur ce point) que par le Vatican, ne s'est pas exprimé officiellement sur l'authenticité des apparitions. L’imprimatur pour les livres évoquant les apparitions et les messages reçus par la voyante, tout comme l'autorisation de culte à « Notre-Dame des Larmes », ne sont nullement une marque « de reconnaissance officielle des apparitions » comme le déclarent de nombreux fidèles et sites internets divers. Joachim Bouflet précise bien qu'une « reconnaissance et autorisation de culte » n'est nullement synonyme et encore moins équivalent à une reconnaissance canonique d'une apparition qui, elle, suit des critères canoniques très rigoureux,. La dévotion reste donc autorisée à titre privée.

### Apostolat international
Fondé en 2017, l'Apostolat international de Notre-Dame des Larmes (pt) est une association de fidèles catholiques qui a pour but de diffuser les « messages d'Amour » reçus par la voyante Amália de Jesus Flagelado, à Campinas. Pour cela ils ont créé un site internet destiné à diffuser les « messages reçus par la voyante », ainsi que de procéder à la publication d'ouvrages destinés à faire connaitre et diffuser le culte de Notre-Dame des Larmes.
L'association diffuse également des objets de piété (médailles, images) destinés à cette dévotion.
La Chapelet de Notre-Dame des Larmes (pt) est une prière particulière promue par cette association. Il s'agit de méditer « la Passion du Christ, et les Douleurs et les Larmes de la Vierge Marie ». Pour cela, le fidèle utilise un chapelet particulier composé de 49 grains regroupés en 7 groupes de 7 grains. Le chapelet comporte également une médaille avec l'image de Notre-Dame des Larmes d'un côté, et de l'autre l'image de Jésus lié.

### Sources
- (pt) Cet article est partiellement ou en totalité issu de l’article de Wikipédia en portugais intitulé « Nossa Senhora das Lágrimas » (voir la liste des auteurs).